# Несподівані радощі
Несподівані радощі (рос. Нечаянные радости, 1972—1974) — фільм режисера Рустама Хамдамова, який було знищено за наказом керівництва Мосфільму через невідповідність сценарію, написаного за мотивами життя акторки німого кіно Віри Холодної. Головні ролі зіграли Олена Соловей та Наталія Лєблє. У 1976 році фільм за затвердженним варіантом сценарію було перейзнято режисером Микитою Міхалковим під назвою «Раба любові».

## Історія фільму
Андрій Кончаловський почав придумавати сценарій комедійного ретро-фільму під назвою «Несподівані радощі» разом з Геннадієм Шпаликовим для акторки Інни Гулої, яка була чимось схожою на Віру Холодну, але дописував його вже з Фрідріхом Горенштейном. Кончаловський порадив генеральному директору Мосфільму Миколі Сизову віддати фільм випускнику ВДІКу Рустаму Хамдамову. Під час зйомок Кончаловського та Хамдамова викликали на худраду та попросили пояснити, за яким сценарієм Хамдамов знімає фільм. Той сказав, що хоче написати свою історію, але коли його попросили надати синопсис, кинув фільм та повернувся до Ташкенту. Після цього Кончаловський віддав фільм своєму брату Микиті.
Зйомки фільму проходили у 1972—1974 роках у Львові. Після змиття плівок фільму збереглися лише три фрагменти робочих фонограм («Розповідь режисера Йосипа Прокудіна-Горського», «Розмова на сходах» та «Розмова на шосе»).

## Сюжет
Події Громадянської війни в Росії не дозволяють членам знімальної групи з Москви продовжити зйомки німого кінофільму «Раба кохання», які походять у Криму. Головну роль у фільмі режисера Йосипа Юрійовича Прокудіна-Горського (Еммануїл Віторган) має зіграти видатна кінозірка Віра Миколаївна (Олена Соловей), в якої є двоє дітей-близнюків та дуже схожа на неї сестра Надія (Наталія Лєблє). Під час вимушеної перерви актори блукають по кіностудії, вдягнувшись у костюми з інших епох. Режисер Прокудін-Горський колекціонує килими, цікавиться містикою, зокрема філософією Георгія Гурджиєва, та мріє врятувати Росію. Старий, що латає килими, розповів йому легенду про магічний килим, який може подарувати царству мир та спокій на сто років, якщо на ньому проллється кров невинної людини. Килим цей належав еміру з Бухари, але зараз потрапив до Криму, тож його можна знайти. Разом з сестрами Прокудін-Горський купує килим в торговки рибою (Тетяна Самойлова) та розповідає їм про свій намір постелити його на полі бою, щоб зупинити братовбивчу війну. Віра та Надія спочатку відмовляються вірити у повір'я, але зрештою Прокудіну-Горському вдається переконати їх звернутися до знайомого білого генерала Грішина-Алмазова, щоб той допоміг їм пронести килим на фронт. На полі бою Прокудін-Горськогий гине від удару шаблею та падає на килим, але війна не зупиняється. Під час похорон сестри сваряться, згодом у Віри Миколаївни починається нервова гарячка і вона помирає. Надія розрізає килим на дві частини та зариває їх у могили Прокудіна-Горського та Віри Миколаївни.
Надія забирає дітей, сідає на поїзд та їде до Москви. Поїзд проїзджає по узбережжю мимо зруйнованої кінофабрики. Вони бачать жінку (Тетяна Самойлова), яка прокралася на студію та переідягнулася у костюм Діани-мисливиці. Жінка забирається на скелю та пускає стрілу в бік сонця. Майже через двадцять років схожою сценою відкриється фільм «Anna Karamazoff».
Титри фільму були алюзією до епіграфу роману Володимира Набокова «Дар» та виглядали наступним чином:
- ЦАР — ЦАРИЦЯ
- ЛЕБІДЬ — ПТАХ
- ТРОЯНДА — КВІТКА
- РОСІЯ — ВІТЧИЗНА
- СМЕРТЬ — НЕМИНУЧА[7][8]

## У ролях
- Олена Соловей — Віра Миколаївна
- Наталія Лєблє — Надія Миколаївна, сестра Віри
- Еммануїл Віторган — режисер Йосип Юрійович Прокудін-Горський
- Юрій Назаров — білий генерал Олексій Грішин-Алмазов
- Тетяна Самойлова — торговка, в якої купляють килим; Діана-мисливиця
- Олег Янковський — актор Льоша Канін